# Keitheatus
Keitheatus is een geslacht van kevers uit de familie bladkevers (Chrysomelidae).
De wetenschappelijke naam van het geslacht werd in 1965 gepubliceerd door Wilcox.

## Soorten
- Keitheatus blakeae (White, 1944)
- Keitheatus histrio (Horn, 1895)